# Patinella brusinae
Patinella brusinae är en mossdjursart som först beskrevs av Neviani 1939.  Patinella brusinae ingår i släktet Patinella och familjen Lichenoporidae. Inga underarter finns listade i Catalogue of Life.